# Елена Ангуисола
Елена Ангисола (на италиански: Elena Anguissola) е италианска художничка, доминиканска монахиня с името сестра Минерва.

## Биография
Елена Ангуисола е родена през 1532 г. в Кремона. Дъщеря е на Амилкаре Ангуисола и Бианка Понцони, за която Амилкаре се жени през 1530 г. Потомка е на благородническия род Галвано дей Сорди ди Лондра и на аристократичния род от Пиаченца Ангуисола, който бяга в Италия и Европа след чума в Константинопол. Произходът и името на благородническото семейство Ангуисола са свързани с древна византийска традиция, богата на исторически детайли. Изписването на фамилното име, в документите от шестнадесети век, варира между Ангосиола и Анггусола.
Родителите ѝ са от благороден произход. Баща ѝ е принадлежал към генуезката аристокрация и се е преместил в Ломбардия. Със семейството си Амилкаре Ангуисола живее в Кремона, в сграда на ул. „Виа Пелегрино Тибалди“. Той преподава на всички свои деца хуманистична култура, с четения на латински и италиански текстове, и живопис за най-големите дъщери Елена и Софонизба, под ръководството на Бернардино Кампи (1522 – 1591). Те живеят три години в къщата на Кампи и през 1546 г., когато художникът напуска Кремона и се премества в Милано, Софонизба Ангуисола става учителка по живопис на по-малките си сестри. Това е първият случай, документиран в Италия на момичета, изпратени да живеят в дома на художник, за да се приспособят към склонността си към изкуство, както и първото италианско семейство със сестри художнички.
През 1550 г. Елена и Софонизба преминават в работилницата на Бернардино Гати. Те се специализират в портрети и също така черпят вдъхновение от изкуството на Морето да Бреша и маниера на испанския портрет. Двете сестри заминават за Мантуа, където са приети в двора на Гонзага. През 1566 г. Джорджо Вазари пристига в Кремона и като гост в къщата на Ангуисола се удивлява на изкуството на сестрите. Елена се оттегля в манастира Сан Винченцо в Мантуа като доминиканска монахиня, приемайки името на сестра Минерва (да не се бърка с по-малката си сестра Минерва). Името ѝ е споменато в писмо от 1557 г., написано от баща ѝ до херцогинята на Мантуа и в завещанието на брат ѝ, датиращо от 1575 г.